# Villa Lilly

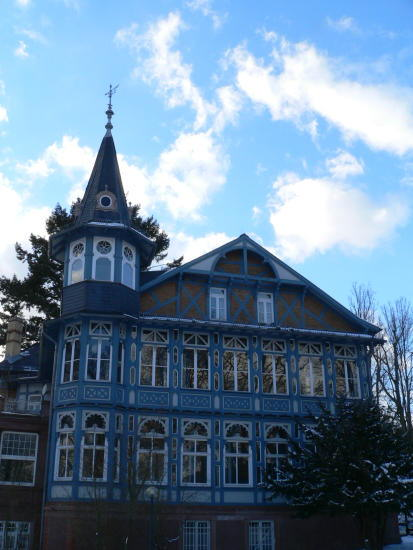
Villa Lilly

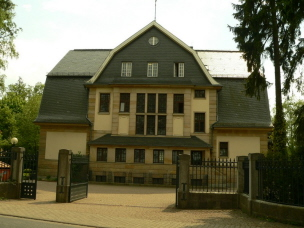
Villa Claire

Die Villa Lilly ist ein großbürgerliches Wohnhaus bei Lindschied, Stadt Bad Schwalbach, Hessen. Der deutsch-US-amerikanische Brauereibesitzer Adolphus Busch ließ die Villa 1891 nach Entwürfen der Architekten Friedrich Groh und Joseph Drescher als Sommerresidenz errichten. Bis 1915 entstanden für Busch und seine Erben außerdem verschiedene Nebengebäude und die Villa Claire. Nach verschiedenen Zwischennutzungen dient das knapp 40 ha große, parkähnlich angelegte Anwesen seit 1987 der Behandlung suchtkranker Menschen.

## Historische Gebäude
Die Villa wurde im Auftrag des „Bierkönigs“ Adolphus Busch geplant und erbaut, der damit in der Nähe seines Geburtsorts Kastel eine Sommerresidenz errichten ließ. Busch, der ein Gymnasium besucht und in Brüssel studiert hatte, war bereits mit 18 Jahren zusammen mit drei seiner Brüder 1857 nach St. Louis ausgewandert, hatte dort in einem Großhandelshaus gearbeitet, später ein eigenes gegründet und nach der Heirat mit der Brauereibesitzer-Tochter Lilly Anheuser (1844–1928) die größte Brauerei der Welt entstehen lassen: Anheuser und Busch (heute Teil von Anheuser-Busch InBev). Von seiner Sommerresidenz aus bereiste er mit dem eigens aus den USA eingeführten Salonwagen Deutschland, wobei ihn nicht nur kulturelle Ereignisse wie die Bayreuther Festspiele reizten, sondern auch Getreidepreise vor Ort (speziell in Böhmen) ausgehandelt wurden.
Das Haupthaus des Anwesens, die nach Buschs Ehefrau benannte Villa Lilly, wurde 1891 als erstes errichtet. Das in Hessen einzigartige Gebäude zeichnet sich architektonisch durch eine Mischung von europäischem Klassizismus und US-amerikanischem Kolonialstil aus. Erst später wurde das zweitgrößte Haus, die Villa Claire, fertiggestellt, die mit ihren Jugendstilelementen eher wieder europäische Züge trägt. Neben den großzügig angelegten, repräsentativen und teilweise an Jagdschlösser erinnernden Wohnhäusern sind umfangreiche Wirtschaftsgebäude einschließlich eines Gewächshauses erhalten. Sie stehen in einem lockeren Ensemble auf dem 39 ha großen parkähnlichen Grundstück, wobei die Wirtschaftsgebäude um den an einen Dorfplatz erinnernden Hof gruppiert sind. Die Villa Lilly wurde das ganze Jahr über von umfangreichem Personal bewirtschaftet und bewohnt. Daran erinnern einige kleinere historische Gebäude, die etwas versteckter und weniger repräsentativ auf dem Gelände verteilt sind.

## Spätere Nutzungen
In der Zeit des Nationalsozialismus wurde das Gebäude als Müttergenesungsheim genutzt. Nach 1945 waren hier US-amerikanische Soldaten untergebracht, es folgten Nutzungen als Schule und als soziale Einrichtung (Albert-Schweitzer-Schule, „Haus Schwalbach“ u. a.). 1961 wurde das Anwesen vom Land Hessen erworben und später für 15 Millionen DM aufwändig renoviert. Das Gesamtanwesen wurde zwischenzeitlich unter anderem auch von Mitgliedern der Neuen Frankfurter Schule (gegründet unter anderem von Hans Traxler und Robert Gernhardt) bewohnt. Von diesen wurde in der Villa Claire die erste Ausgabe der Satirezeitschrift Titanic geplant und entworfen. Die Gebäude stehen heute sämtlich unter Denkmalschutz. Mittlerweile ist das Eigentum an den heutigen Nutzer und bisherigen Pächter übergegangen (s. u.).

## Heutige Nutzung
Die Villa Lilly wird seit 1987 unter der Bezeichnung „Therapiedorf Villa Lilly“ zur therapeutischen Behandlung drogenabhängiger Menschen genutzt. Mit 85 Behandlungsplätzen und 10 Plätzen zur Aufnahme von Kindern drogenabhängiger Eltern ist die Einrichtung eine der größten in Deutschland. Sie nimmt deutschlandweit Patienten auf. Für die Vorschulkinder der hier Behandelten besteht ein gesondertes Betreuungsprogramm. Zur praktizierten Therapie gehört die Behandlung psychischer und körperlicher Folgeschäden wie Hepatitiden (v. a. Hepatitis C), Depressionen, Psychosen, Borderline-Persönlichkeitsstörungen und anderen, für die ebenso spezialisierte Therapieeinheiten vorgehalten werden. Die Psycho- und Suchttherapie erfolgt in Einzel- und Gruppentherapien, die von indikativen Therapieangeboten und Informationsveranstaltungen sowie Rückfallpräventionsprogrammen begleitet werden. In den Arbeitsstätten Schreinerei, Elektrowerkstatt (beide sind Ausbildungsbetriebe), Malerei, Schlosserei, Landschafts- und Gebäudepflege sowie die angegliederte Landwirtschaft tragen die Patienten selber dazu bei, die Gebäude und die knapp 40 ha große Parklandschaft zu erhalten. Um Verantwortung für sich selbst und ihre Mitmenschen zu erlernen, sind die Patienten gleichwohl in der Küche und Hauswirtschaftsbereichen eingesetzt, wo sie von Fachpersonal angeleitet werden.
Träger ist der Verein Jugendberatung und Jugendhilfe e. V. mit Sitz in Frankfurt am Main.